# پرشیا (آیووا)
پرشیا (به انگلیسی: Persia) نام شهری کوچک در ایالت آیووا در آمریکا است. جمعیت این شهر بر اساس سرشماری سال ۲۰۰۰ میلادی، ۳۶۳ نفر است. مساحت این شهر حدود ۱٫۳ کیلومتر مربع می‌باشد.

## نامگذاری
این شهرک در سال ۱۸۸۲ به دلیل حضور یک ایرانی در میان نخستین ساکنان این محل که فعالانه در کشیدن راه‌آهن به این محل شرکت کرده بود، ایران (پرشیا Persia) نامگذاری شده‌است.